# Matthew Taylor (Komponist)
Matthew Taylor (* 6. Dezember 1964 in London) ist ein britischer Komponist und Dirigent.

## Leben
Taylor trat als Zwölfjähriger in die Junior Royal Academy of Music ein und erhielt dort ersten Kompositionsunterricht. Seine Studien setzte er später am Queens’ College in Cambridge bei Robin Holloway, sowie an der Guildhall School of Music and Drama und an der Royal Academy of Music fort. 1984 lernte er den Komponisten Robert Simpson kennen, der nachhaltig auf Taylors Musikästhetik und Kompositionsstil Einfluss nahm.
Dirigieren studierte Taylor bei Robin Page und Vilem Tausky. 1987 war er Assistent Leonard Bernsteins beim Schleswig-Holstein Musik Festival. Taylor trat als Gastdirigent mit dem English Chamber Orchestra, dem Bournemouth Symphony Orchestra, der City of London Sinfonia, der Royal Ballet Sinfonia, dem European Community Chamber Orchestra und dem Staatlichen Orchester der Akademie Sankt Petersburg auf. Er leitete Uraufführungen von Werken von Vagn Holmboe, Robert Simpson, David Matthews und Francis Brown.
Matthew Taylor arbeitet als Dozent für Komposition an der Junior Royal Academy of Music. Er lebt im Viertel Battersea im südlichen London, ist verheiratet und hat zwei Töchter.

## Tonsprache
Taylors kompositorisches Schaffen besteht überwiegend aus Instrumentalmusik. Er bevorzugt traditionelle Großformen wie Sinfonie, Instrumentalkonzert und Streichquartett. Seine Musik ist in frei behandelter, häufig dissonanter Tonalität geschrieben und auf organische Entwicklung von Formverläufen angelegt. Stilistisch lässt Taylor sich damit im Umfeld von Robert Simpson, Vagn Holmboe und Michael Tippett verorten.

## Werke (Auswahl)

### Orchestermusik
- Sinfonie Nr. 1 Sinfonia Brevis op. 2 (1985)
- Lento für Streichorchester op. 3 (1988, Neufassung 1992)
- In Spring op. 4 (1989)
- Sinfonie Nr. 2 op. 10 (1991, Neufassungen 1997 und 2008)
- Klavierkonzert op. 13 (1992)
- Klarinettenkonzert op. 20 (1996)
- Adagio für Streichorchester (1998)
- Hornkonzert op. 23 (1999, Neufassung 2004)
- The Needles op. 26 (2000)
- Kontrabasskonzert op. 31 (2003)
- Sinfonie Nr. 3 op. 33 (2004)
- Violakonzert op. 41 (2010)

### Kammermusik
- Streichquartett Nr. 1 op. 1 (1984)
- Streichquartett Nr. 2 op. 8 (1990)
- Violinsonate op. 12 (1992, Neufassung 1994)
- Klaviertrio op. 17 (1994)
- Streichquartett Nr. 3 op. 18 (1995)
- Conflict and Consolation für 4 Hörner, 3 Trompeten, 3 Posaunen, Tuba, Pauken und Schlagzeug op. 19 (1996)
- Trio für Flöte (Altflöte), Viola und Violoncello In Memoriam V.H. op. 21 (1997)
- Streichquartett Nr. 4 op. 22 (1999)
- Adagio - Tribute to R.S. für Streichquartett op. 28 (1998)
- Violoncellosonate op. 29 (2002)
- Streichquartett Nr. 5 op. 35 (2007)
- Streichquartett Nr. 6 op. 36 (2008)
- Streichquartett Nr. 7 op. 37 (2009)
- Posaunenquartett op. 38 (2009)